# Гаджа Мада
Гаджа Мада (Gajah Mada, від санскр. Gajah — слон і mada — скажений, розгніваний) (пом. 1364) — політичний і військовий діяч, збирач імперії під егідою держави Маджапахіт. При монархах Трібхувану і Хаям Вуруке фактично визначав внутрішню і зовнішню політику. Виконуючи проголошену ним програму об'єднання всієї Нусантара навколо Маджапахіта, зробив завойовницькі походи на острова Балі, Ломбок, Сумбава, Серам, Південний Калімантан, Північну і Південну Суматру, на Малаккська півострів — Паханг — і о. Сінгапур. Був упорядником єдиного зводу законів.